# Cissa Guimarães
Beatriz Gentil Pinheiro "Cissa" Guimarães (Rio de Janeiro, 18 de abril de 1957) é uma atriz, apresentadora e locutora brasileira. Ganhou notoriedade por seus trabalhos na TV Globo, sobretudo como apresentadora, locutora e repórter do programa Vídeo Show, onde ganhou de Miguel Falabella a alcunha de “A garota que quebra o coco, mas não arrebenta a sapucaia!"

## Biografia
Começou a carreira artística em 1977, quando participou da peça de teatro Dor de Amor. Na televisão, ficou mais conhecida apresentando entre 1986 e 2001 o programa de variedades da TV Globo Video Show, originando a frase "Há ** anos, direto do Túnel Do Tempo..." narrando o quadro "Túnel Do Tempo".
Em 1994, posou nua para a Playboy. Em outubro de 2005, aos 48 anos, a atriz posou nua novamente, dessa vez pela revista Sexy.
Em 2010, estreou a peça de teatro Doidas e Santas. No dia 8 de agosto de 2015, estreou o programa sabatino É de Casa. Em 2021, após mais de 40 anos, Cissa foi desligada da Globo.  Em 2024, é contratada pela TV Brasil para apresentar o programa Sem Censura. 

## Vida pessoal

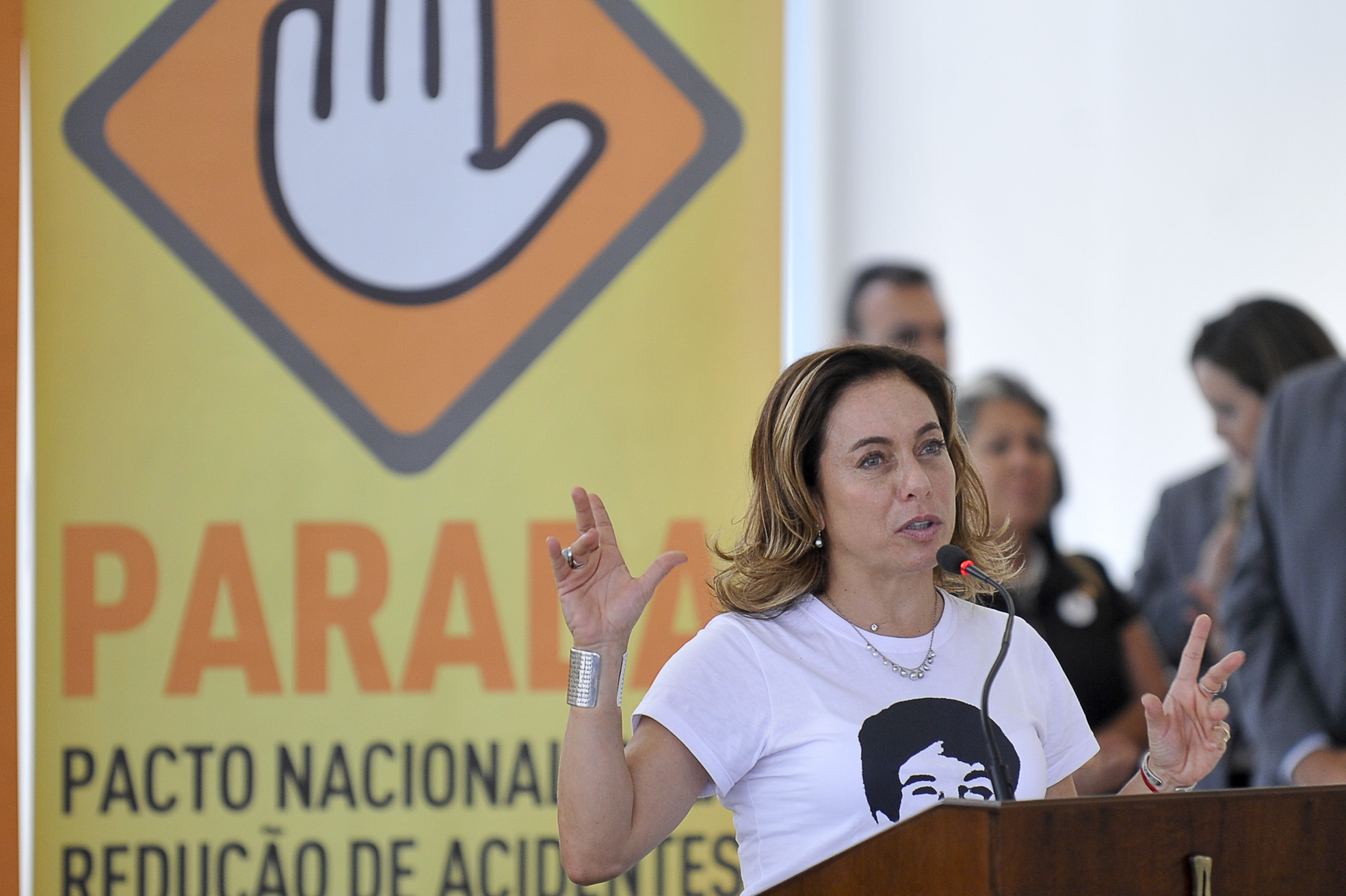
A atriz participa do lançamento da campanha "Pela Consciência no Trânsito" do Pacto Nacional pela Redução de Acidente, em cerimônia no Palácio do Planalto.

Foi casada por 15 anos com o ator Paulo César Pereio, e com ele teve dois filhos: Tomás Guimarães de Campos Velho, nascido em 1982, e o também ator João Guimarães de Campos Velho, nascido em 1984. No mesmo ano de seu divórcio, em 1990, casou-se a com o saxofonista Raul Mascarenhas, com quem viveu por 4 anos, e com ele teve seu terceiro filho, Rafael Guimarães Mascarenhas Pereira, nascido em 1991. Seu terceiro casamento durou seis anos, com o médico João Baptista Figueira de Mello, de quem não teve filhos. Seus três filhos nascerem de parto normal, no Rio de Janeiro. Após sua terceira separação, não casou-se novamente, aparecendo eventualmente na mídia acompanhada de algum namorado.
A atriz é graduada em Química pela Universidade Federal do Rio de Janeiro.
Em 20 de julho de 2010 a atriz perdeu seu filho Rafael Mascarenhas, de 18 anos, atropelado no Túnel Acústico, na Gávea, na Zona Sul do Rio de Janeiro. O túnel estava fechado para manutenção, porém tinha uma passagem por onde dois carros entraram no túnel e um deles acabou atropelando Rafael, que andava de skate na companhia de dois amigos. A atriz entrou em depressão, e passou a fazer terapia, revelando em entrevistas que nunca vai superar essa perda.
Em entrevistas revelou ser a favor da legalização do aborto, e que, grávida do primeiro namorado, fez um aborto aos 16 anos, em uma clínica clandestina, mas que se arrependeu do ato, e que não recomenda a ninguém fazê-lo.

## Filmografia

### Televisão
| Ano           | Título                   | Personagem                          | Notas                                                  |
| ------------- | ------------------------ | ----------------------------------- | ------------------------------------------------------ |
| 1980          | Coração Alado            | Carla                               |                                                        |
| 1981          | Jogo da Vida             | Eliana Navarro                      |                                                        |
| 1982          | Elas por Elas            | Tereza Madalena                     | Episódios: "29–30 de julho"                            |
| 1982          | Final Feliz              | Lúcia Sampaio (Lucinha)             |                                                        |
| 1985          | Um Sonho a Mais          | Amélia Bicudo                       |                                                        |
| 1985          | Os Trapalhões            | Vários personagens                  | Participaçãoes                                         |
| 1986–01       | Vídeo Show               | Repórter / Apresentadora / Locutora |                                                        |
| 1987          | Direito de Amar          | Paula Alves Barbosa                 |                                                        |
| 1989          | Top Model                | Rose                                |                                                        |
| 1990          | Delegacia de Mulheres    | Luli Saraiva                        |                                                        |
| 1992          | Perigosas Peruas         | Zulmira (Zu)                        |                                                        |
| 1997          | Zazá                     | Cecília                             | Episódio: "5 de maio"                                  |
| 1998–99       | Malhação                 | Teresa                              | Participação: Temporadas 4–5                           |
| 1999          | Vila Madalena            | Dalva                               |                                                        |
| 1999          | Mulher                   | Kátia                               | Episódio: "Mãe Menina"                                 |
| 1999          | Sandy & Júnior           | Ela mesma                           | Episódio: "Cabeça vs coração"                          |
| 2000          | Você Decide              | Apresentadora                       |                                                        |
| 2001          | Sítio do Picapau Amarelo | Ela mesma                           | Episódio: "A Festa da Cuca"                            |
| 2001          | O Clone                  | Clarisse Escobar                    |                                                        |
| 2004          | Malhação                 | Beatriz Soares da Costa             | Temporada 11                                           |
| 2005          | América                  | Marina Fragoso (Nina)               |                                                        |
| 2006          | Lu                       | Célia                               | Especial de fim de ano                                 |
| 2007          | Toma Lá, Dá Cá           | Cleide                              | Episódio: "Quem Muito se Abaixa..."                    |
| 2008          | Casos e Acasos           | Beth                                | Episódio: "O Desejo Escondido"                         |
| 2009          | Caminho das Índias       | Ruth Marques                        |                                                        |
| 2009          | Xuxa Especial de Natal   | Mamãe Noel                          | Especial de fim de ano                                 |
| 2011          | Morde & Assopra          | Augusta de Oliveira                 |                                                        |
| 2012          | Salve Jorge              | Maitê Bittencourt                   |                                                        |
| 2012–15       | Viver com Fé             | Apresentadora                       |                                                        |
| 2015          | Alto Astral              | Ela mesma                           | Episódio: "8 de janeiro"                               |
| 2015–21       | É de Casa                | Apresentadora                       |                                                        |
| 2020          | Amor de Mãe              | Ela mesma                           | Episódios: "6–7 de fevereiro"                          |
| 2021          | Vai Que Cola             | Ela mesma                           | Episódio: "9.26"                                       |
| 2024–presente | Sem Censura              | Apresentadora                       |                                                        |
| 2024          | Suíte Magnólia           | Ximena                              |                                                        |
| 2024          | Amor da Minha Vida       | Neide Martins (Mãe da Bia)          | Episódios: "Achados e Perdidos" "O Amor da Minha Vida" |
| 2025          | A Divisão                | Margareth Rozenbaum                 | Temporada 4                                            |
| 2025          | Veronika                 | [ 13 ]                              |                                                        |
| 2025          | Vídeo Show               | Apresentadora                       | Especial 60 anos da TV Globo                           |

### Cinema
| Ano  | Filme                   | Papel        | Nota     |
| ---- | ----------------------- | ------------ | -------- |
| 1982 | Beijo na Boca           | Rita         |          |
| 1982 | Menino do Rio           | Aninha       |          |
| 1982 | Ao Sul do Meu Corpo     | —            |          |
| 1983 | Bar Esperança           | —            |          |
| 2001 | Minha Vida em Suas Mãos | Beth         |          |
| 2002 | Histórias do Olhar      | Madrasta     |          |
| 2005 | Deu Zebra!              | Franny (voz) | Dublagem |
| 2024 | Caindo na Real          | Ela mesma    |          |

## Teatro
- 2010 - Doidas e Santas

## Prêmios e indicações
| Ano  | Premiação             | Categoria             | Nomeação  | Resultado | Ref.   |
| ---- | --------------------- | --------------------- | --------- | --------- | ------ |
| 2016 | Prêmio Contigo! de TV | Mulher Extraordinária | Homenagem | Indicada  | [ 14 ] |